# ミステリアス (工藤静香のアルバム)
『ミステリアス』（Mysterious）は、おニャン子クラブ・工藤静香の1枚目のスタジオ・アルバム。1988年1月21日発売。発売元はポニーキャニオン。

## 概要
帯コピー：さりげなく未知の香り。そう、君はとってもミステリアス。
2枚のヒットシングル「禁断のテレパシー」「Again」を含むファースト・アルバム。全曲の作曲・編曲は後藤次利が手掛けている。
オリコンで最高位3位となり、嬉しくてスタッフに電話したというエピソードがある。
後年工藤は、おニャン子クラブ時代から自分の未熟さを痛感することが多く、メンバーに可愛い子がたくさんいる中で自分は歌が上手いわけではなく、センスがいいわけでもなかったと振り返っているが、ソロとして初めてのアルバムである本作が発売された頃に、ようやく一人でやっていく覚悟が固まったと話している。

## 収録曲

### LP・CT
| 全作曲・編曲: 後藤次利。 |                        |           |            |      |
| #                        | タイトル               | 作詞      | 作曲・編曲 | 時間 |
| 1.                       | 「哀しみのエトランゼ」 | 田口俊    | 後藤次利   | 5:16 |
| 2.                       | 「ミステリアス」       | 三浦徳子  | 後藤次利   | 4:55 |
| 3.                       | 「禁断のテレパシー」   | 秋元康    | 後藤次利   | 3:47 |
| 4.                       | 「嵐の夜のセレナーデ」 | 田口俊    | 後藤次利   | 5:14 |
| 合計時間:                | 合計時間:              | 合計時間: | 19:12      |      |

| 全作曲・編曲: 後藤次利。 |                        |           |            |      |
| #                        | タイトル               | 作詞      | 作曲・編曲 | 時間 |
| 1.                       | 「パッセージ」         | 三浦徳子  | 後藤次利   | 4:16 |
| 2.                       | 「ワインひとくちの嘘」 | 松井五郎  | 後藤次利   | 4:49 |
| 3.                       | 「Again」              | 秋元康    | 後藤次利   | 4:14 |
| 4.                       | 「すべてはそれから」   | 秋元康    | 後藤次利   | 4:44 |
| 合計時間:                | 合計時間:              | 合計時間: | 18:03      |      |

### CD
| 全作曲・編曲: 後藤次利。 |                        |           |            |      |
| #                        | タイトル               | 作詞      | 作曲・編曲 | 時間 |
| 1.                       | 「哀しみのエトランゼ」 | 田口俊    | 後藤次利   | 5:16 |
| 2.                       | 「ミステリアス」       | 三浦徳子  | 後藤次利   | 4:55 |
| 3.                       | 「禁断のテレパシー」   | 秋元康    | 後藤次利   | 3:47 |
| 4.                       | 「嵐の夜のセレナーデ」 | 田口俊    | 後藤次利   | 5:14 |
| 5.                       | 「パッセージ」         | 三浦徳子  | 後藤次利   | 4:16 |
| 6.                       | 「ワインひとくちの嘘」 | 松井五郎  | 後藤次利   | 4:49 |
| 7.                       | 「Again」              | 秋元康    | 後藤次利   | 4:14 |
| 8.                       | 「すべてはそれから」   | 秋元康    | 後藤次利   | 4:44 |
| 合計時間:                | 合計時間:              | 合計時間: | 37:15      |      |

## 関連作品
- ミステリアス
  - HARVEST
- 禁断のテレパシー
  - 禁断のテレパシー  （1st シングル）
  - gradation
  - unlimited  （"Vocal New Version" を収録）
  - Super Best
  - ミレニアム・ベスト
  - MYこれ!クション 工藤静香BEST
  - Shizuka Kudo 20th Anniversary the Best
- パッセージ
  - HARVEST
- ワインひとくちの嘘
  - She Best of  Best
  - Best of Ballade カレント
- Again
  - Again  （2nd シングル）
  - gradation
  - unlimited （"Vocal New Version" を収録）
  - Super Best
  - ミレニアム・ベスト
  - Shizuka Kudo 20th Anniversary the Best